# 玻利维亚共产党（马列）
玻利维亚共产党（马列）（西班牙語：Partido Comunista de Bolivia (marxista-leninista)，缩写为PCB(ML)）是玻利维亚历史上的一个共产主义政党。该党成立于1965年，由玻利维亚共产党内的亲华派建立。1983年，该党放弃毛主义，转奉霍查主义。党内仍效忠毛主义的成员遂退党，另外建立一个玻利维亚共产党（马列）。该党的中央机关刊物是《解放》。